# Signe zodiacal

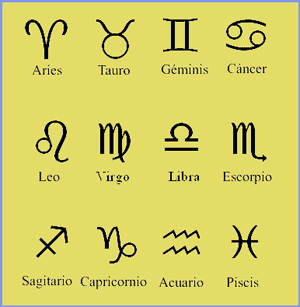
Signes zodiacals clàssics.

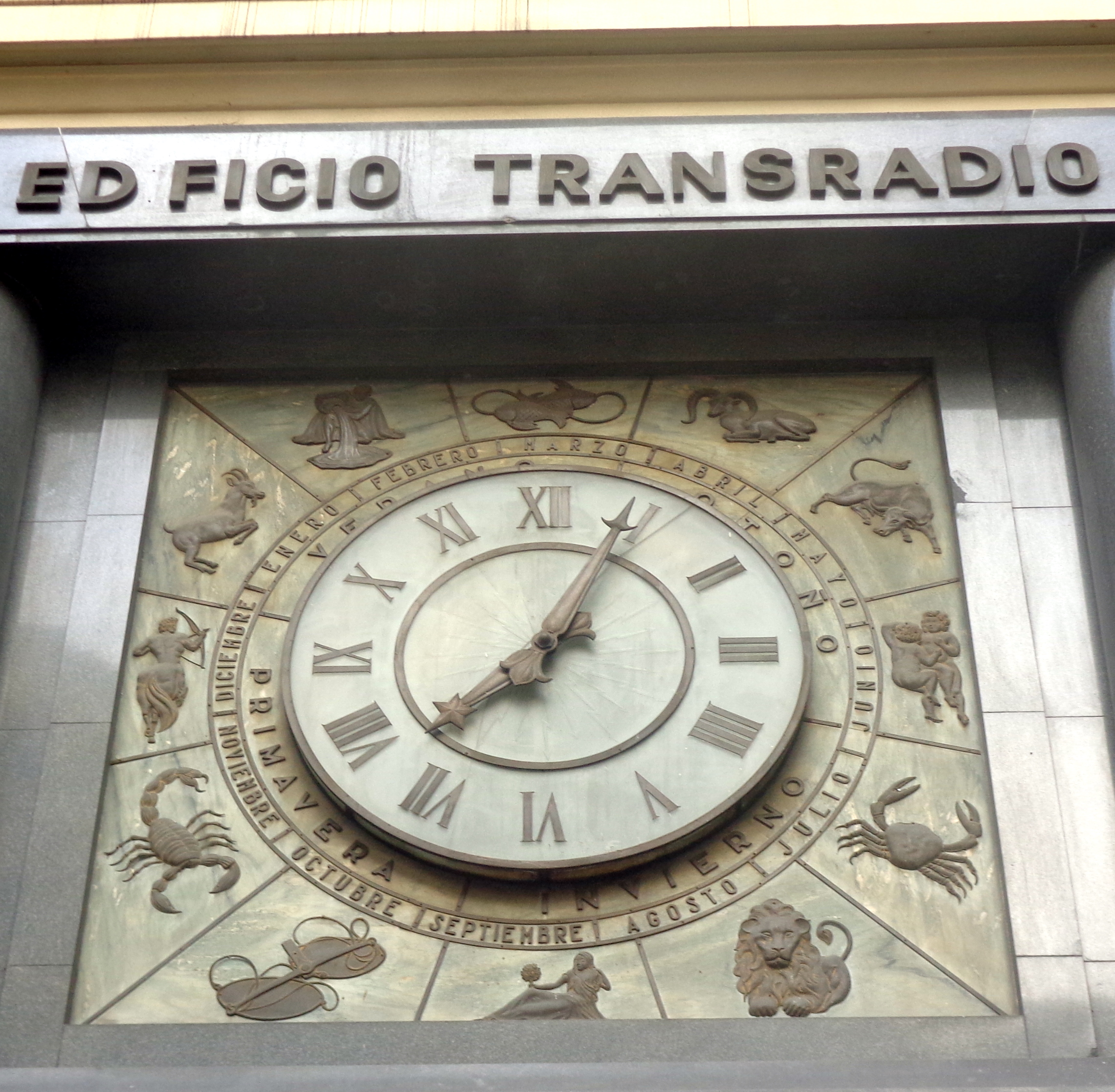
Personificació dels signes zodiacals clàssics en un rellotge a l'edifici Transradio Internacional de la ciutat de Buenos Aires, Argentina.

Els signes zodiacals o del Zodíac (del grec ζωδιακός) són signes que provenen de Zodíac.
Segons l'astrologia, els fenòmens celestes reflecteixen o regeixen les activitats humanes, de manera que sostenen que els dotze signes del Zodíac que tradicionalment van disposar que existien representen dotze personalitats bàsiques o models d'expressió característics.
Els 12 signes coneguts tradicionalment són: Àries, Taure, Bessons, Càncer, Lleó, Verge, Balança, Escorpió, Sagitari, Capricorn, Aquari i Peixos. Aquests dotze signes es divideixen en relació als mesos de l'any.
Àries: del 21/03 al 19/04
Taure: del 20/04 al 20/05
Bessons: del 21/05 al 20/06
Càncer: del 21/06 al 22/07
Lleó: del 23/07 al 22/08
Verge: del 23/08 al 22/09
Balança: del 23/09 al 22/10
Escorpió: del 23/10 al 21/11
Sagitari: del 22/11 al 21/12
Capricorn: del 22/12 al 20/01
Aquari: del 21/01 al 19/02
Peixos: del 20/02 al 20/03
Si bé diu els signes zodiacals tenen els seus orígens a Babilònia i l'antic Egipte, el zodiac occidental, tal com el coneixem, prové de l'antiga Grècia. Els 12 déus olímpics de la mitologia grega són protectors dels signes, amb les seves personalitats diferents, i virtuts i defectes en particular. Encara que hi ha una versió que explica que els signes zodiacals van ser creats per Rama amb els quals narra la seva vida, batalles i conquestes.
Els signes estan influenciats per un planeta o astre i porten noms de la mitologia romana antiga, que tenen el mateix equivalent en la mitologia grega (exemple, Venus: Afrodita; el Sol: Apol·lo Helios). El culte va deixar de practicar-se després de la prohibició del Cristianisme (s. IV dC), i va ser reprès diversos segles després a partir del Renaixement (s. XVI-XVII), o més tard fins i tot.
Tant a l'astrologia occidental com a l'Índia s'emfatitza l'espai i el moviment del Sol, la Lluna i els planetes al cel a través de cadascun dels signes zodiacals que van definir. A l'astrologia xinesa, en canvi, l'èmfasi es troba al temps, amb el zodíac operant en cicles d'anys, mesos i hores del dia. Una característica comuna de les tres tradicions, no obstant això, és la importància que donen al signe ascendent, és a dir, el signe zodiacal que està ascendint per l'eclíptica, segons la rotació de la Terra, en l'horitzó est en el moment del naixement de la persona. Segons la latitud des d'on s'observa, els signes tarden entre trenta minuts i tres hores a creuar l'horitzó est.

## Controvèrsia en la interpretació dels signes zodiacals
Des dels seus inicis, l'astronomia ha conegut i calculat que la durada i el nombre de signes zodiacals descrit i en què està basada l'astrologia estan equivocats. Astronòmicament, es coneix que els signes zodiacals no tenen la mateixa durada de temps, ja que les constel·lacions zodiacals tenen diferents mides i, per tant, els signes del zodíac haurien de durar diferent nombre de dies, i per això no haurien d'estar dividits arbitràriament per abastar equitativament el període d'un any. També se sap que a la franja del cel anomenada zodíac, per la qual el Sol transita, hi ha una tretzena constel·lació, anomenada Serpentari (Ofiüc), i breument una catorzena, Cetus (la Balena). Si a això se suma el fet que l'eix de la Terra es desplaça cada any, després de transcorreguts prop de tres mil anys des que es fixés el primitiu zodíac hauríem d'endarrerir l'horòscop un signe complet.